# Ruddy Nyegaard
Ruddy Nyegaard (født 11. december 1939) er en dansk skuespiller og pyskodramaterapeut.
Han begyndte sin skuespilkarriere på turnéer i provinsen. Senere kom han til Aarhus Teater, Aalborg Teater, Svalegangen og Alléscenen, inden han uddannede sig til psykodramaterapeut i England.

## Filmografi
- Sømænd på sengekanten (1976)
- Skytten (1977)
- Historien om Kim Skov (1981)

### Tv-serier
- En by i Provinsen (1977-1980)
- Matador (1978-1981)
- Strandvaskeren (1978)
- Een stor familie (1982-1983)